# Isabelle Stone
Isabelle Stone (Chicago, Estados Unidos; 1868-1944) fue una física estadounidense y una de las fundadoras de la American Physical Society. Fue la primera mujer en obtener un doctorado en Física en los Estados Unidos.

## Biografía
Isabelle Stone nació en 1868 en Chicago, Illinois, era hija de Harriet y Leander Stone. Estudió la licenciatura en el Wellesley College titulándose en 1890 y la maestría en Ciencias en la Universidad de Chicago, de donde se graduó en 1896. Posteriormente realizó estudios de doctorado en la Universidad de Chicago, convirtiéndose en la primera mujer en obtener un doctorado en Física en los Estados Unidos en 1897.
Stone investigó sobre la resistencia eléctrica y otras propiedades de las películas delgadas. Su tesis, On the Electrical Resistance of Thin Films, demostró que las películas de metal muy delgadas mostraron una resistencia más alta que las piezas de metal más voluminosas.
Stone fue profesora en  varias universidades, entre ellas la Bryn Mawr School y el Vassar College y fue una de las fundadoras de la American Physical Society. De los 836 asistentes al Primer Congreso Internacional de Física en París, fue una de las dos mujeres presentes, la otra fue Marie Curie.
La fecha exacta de su muerte es desconocida.